# Аланінамінотрансфераза
Аланінамінотрансфераза (АЛТ, АлАТ, англ. Alanine aminotransferase) або аланінтрансаміназа (англ. Alanine transaminase), раніше називалася також глутамат-піруват-трансаміназа (англ. glutamate-pyruvate transaminase, англ. glutamic-pyruvic transaminase) або аланін-піруват-трансаміназа — білок, який кодується геном, розташованим у людей на довгому плечі 8-ї хромосоми. Довжина поліпептидного ланцюга білка становить 496 амінокислот, а молекулярна маса — 54 637.
| 10         |  | 20         |  | 30         |  | 40         |  | 50         |
| ---------- |  | ---------- |  | ---------- |  | ---------- |  | ---------- |
| MASSTGDRSQ |  | AVRHGLRAKV |  | LTLDGMNPRV |  | RRVEYAVRGP |  | IVQRALELEQ |
| ELRQGVKKPF |  | TEVIRANIGD |  | AQAMGQRPIT |  | FLRQVLALCV |  | NPDLLSSPNF |
| PDDAKKRAER |  | ILQACGGHSL |  | GAYSVSSGIQ |  | LIREDVARYI |  | ERRDGGIPAD |
| PNNVFLSTGA |  | SDAIVTVLKL |  | LVAGEGHTRT |  | GVLIPIPQYP |  | LYSATLAELG |
| AVQVDYYLDE |  | ERAWALDVAE |  | LHRALGQARD |  | HCRPRALCVI |  | NPGNPTGQVQ |
| TRECIEAVIR |  | FAFEERLFLL |  | ADEVYQDNVY |  | AAGSQFHSFK |  | KVLMEMGPPY |
| AGQQELASFH |  | STSKGYMGEC |  | GFRGGYVEVV |  | NMDAAVQQQM |  | LKLMSVRLCP |
| PVPGQALLDL |  | VVSPPAPTDP |  | SFAQFQAEKQ |  | AVLAELAAKA |  | KLTEQVFNEA |
| PGISCNPVQG |  | AMYSFPRVQL |  | PPRAVERAQE |  | LGLAPDMFFC |  | LRLLEETGIC |
| VVPGSGFGQR |  | EGTYHFRMTI |  | LPPLEKLRLL |  | LEKLSRFHAK |  | FTLEYS     |

A: Аланін

C: Цистеїн

D: Аспарагінова кислота

E: Глутамінова кислота

F: Фенілаланін

G: Гліцин

H: Гістидин

I: Ізолейцин

K: Лізин

L: Лейцин

M: Метіонін

N: Аспарагін

P: Пролін

Q: Глутамін

R: Аргінін

S: Серин

T: Треонін

V: Валін

W: Триптофан

Цей білок за функціями належить до трансфераз, амінотрансфераз, фосфопротеїнів.
Задіяний у такому біологічному процесі, як ацетилювання.
Білок має сайт для зв'язування з піридоксаль-фосфатом.
Локалізований у цитоплазмі.
Аланінамінотрансфераза синтезується внутрішньоклітинно, і в нормі лише невелика кількість цього ферменту потрапляє в кров. При пошкодженні клітин печінки (при гепатитах, цирозі печінки, отруєннях) цей фермент потрапляє в кров, що виявляють лабораторними методами:
- колориметричний — у ммоль/л/год;
- кінетичний[5] у автоматичних та напівавтоматичних аналізаторах — в одиницях активності U/l, МО/л.

Також активність цієї амінотрансферази може підвищуватися при інфаркті міокарда та інших станах.